# Lisa van Belle
Lisa van Belle (Zoetermeer, 30 januari 2004) is een Nederlands wielrenster die zowel op de baan als op de weg actief is.

## Carrière
Op de Nederlandse kampioenschappen baanwielrennen won Van Belle in 2022 haar eerste zilveren medaille op het onderdeel achtervolging. Een jaar later behaalde ze opnieuw zilver, ditmaal op de koppelkoers. Ook werd ze derde bij het omnium. Op de Olympische Zomerspelen van Parijs in 2024 won Van Belle samen met Maike van der Duin een bronzen medaille op de koppelkoers.
Van Belle stapte eind april 2025 over van de Belgische continentale ploeg Velopro-Alphamotorhomes CT naar de in de UCI-Wereldranglijst leidende Worldtourploeg SD Worx-Protime. Deze ploeg werkte eerder met rensters die zowel op de baan als de weg actief waren, zoals Amy Pieters en Lotte Kopecky.

## Palmares

### Baanwielrennen
| Jaar | NK                                    | EK                       | WK | Overige                          |
| ---- | ------------------------------------- | ------------------------ | -- | -------------------------------- |
| 2022 | achtervolging                         |                          |    |                                  |
| 2023 | koppelkoers · omnium                  |                          |    |                                  |
| 2024 | achtervolging · koppelkoers · scratch |                          |    | Olympische Spelen: · koppelkoers |
| 2025 |                                       | koppelkoers · afvalkoers |    | NC Konya: · afvalkoers · omnium  |

### Wegwielrennen

#### Resultaten in voornaamste wedstrijden
| \| Jaar \| Ronde van Italië \| Ronde van Frankrijk \| Ronde van Spanje \| \| ---- \| ---------------- \| ------------------- \| ---------------- \| \| 2025 \| \| \| 82e \|(*) tussen haakjes aantal individuele etappe-overwinningen Haar oudere broer Loe van Belle is eveneens wielrenner, net als hun oudste broer Bas, die in 2024 op 24-jarige leeftijd overleed. - 2024 – Proximus-Cyclis CT - 2025 – Velopro-Alphamotorhomes CT tot 29 april - 2025 – Team SD Worx-Protime vanaf 29 april Bronnen, noten en/of referenties - (en) Profiel van Lisa van Belle op ProCyclingStats - (en) Profiel van Lisa van Belle op Firstcycling.com - (en) Profiel van Lisa van Belle op olympics.com - Profiel van Lisa van Belle op De wielersite 1. 2. 3. 4. 5. |                  |                     |                  |
| Jaar | Ronde van Italië | Ronde van Frankrijk | Ronde van Spanje |
| 2025 |                  |                     | 82e              |